# Ulf Grenander
Ulf Grenander (Västervik, 23 de julho de 1923 – Providence, 12 de maio de 2016) foi um matemático sueco.
Foi palestrante convidado do Congresso Internacional de Matemáticos em Berlim (1998: Strategies of seeing).

## Obras
- com Gábor Szegő Toeplitz forms and their applications. Chelsea 1958
- A calculus of ideas: a mathematical study of human thought. World Scientific Publishing, 2012
- com Michael Miller Pattern Theory: From Representation to Inference. Oxford University Press. 2007
- General Pattern Theory. Oxford Science Publications. 1994
- Elements of Pattern Theory. Johns Hopkins University Press.1996
- Editor Probability and Statistics: The Harald Cramér Volume. Wiley 1959
- com Murray Rosenblatt: Statistical Analysis of Stationary Time Series, American Mathematical Society, 1984
- A calculus of ideas: a mathematical study of human thought, World Scientific 2012